# Super Chief: The Life and Legacy of Earl Warren
Super Chief: The Life and Legacy of Earl Warren è un documentario del 1989 diretto da Bill Jersey candidato al premio Oscar al miglior documentario.